# Liste der Museen im Rhein-Kreis Neuss
Die Liste der Museen im Rhein-Kreis Neuss umfasst Museen im Rhein-Kreis Neuss, die unter anderem die Heimatgeschichte, die Kunstgeschichte und die industrielle Entwicklung zum Schwerpunkt haben.

## Museen
| Bezeichnung                                                      | Ortschaft      | Beschreibung | Bild |
| ---------------------------------------------------------------- | -------------- | --- | ---- |
| Phono- und Radiomuseum                                           | Dormagen       | |      |
| Missionsmuseum im Kloster Knechtsteden                           | Dormagen       | |      |
| Kreismuseum Zons, Burg Friedestrom                               | Dormagen       | Im in Zons gelegenen Museum gibt es wechselnde Ausstellung zur Stadtgeschichte, insbesondere aber auch Ausstellungen zu Kunsthandwerk und Kunst. |      |
| Museum im Stadtpark                                              | Grevenbroich   | |      |
| Städtische Galerie Grevenbroich im Haus Hartmann                 | Grevenbroich   | |      |
| Städtische Galerie Kaarst                                        | Kaarst         | |      |
| HISTORIA                                                         | Kaarst         | |      |
| Museum und Begegnungsstätte für bäuerliche Geschichte und Kultur | Kaarst         | |      |
| Clemens Sels Museum Neuss                                        | Neuss          | Das Clemens Sels Museum Neuss (CSMN) beherbergt im Deilmannbau und seinen Dependancen vielfältige Bestände mit Werken der Kunst-, Kultur- und Stadtgeschichte. Insbesondere seine Kunstsammlung zum Symbolismus ist deutschlandweit einmalig. Auch der Rheinische Expressionismus ist in zahlreichen Meisterwerken vertreten. Weitere Sammlungsschwerpunkte bilden Stadt- und Kulturgeschichte seit der Römerzeit. In der Dependance Feld-Haus wird populäre Druckgrafik gezeigt. |      |
| Haus Rottels                                                     | Neuss          | |      |
| Museum Kunstraum                                                 | Neuss          | |      |
| Rheinisches Schützenmuseum Neuss                                 | Neuss          | |      |
| Museum Insel Hombroich                                           | Neuss          | In einer renaturierten Park- und Auenlandschaft am Nordufer der Erft befinden sich mehrere von Erwin Heerich entworfene und von dem Düsseldorfer Architekten Hermann H. Müller ausgeführte „begehbare skulpturale Architekturen“. In einigen dieser Bauten ist die Kunstsammlung des Düsseldorfer Kunstsammlers Karl-Heinrich Müller untergebracht. |      |
| Skulpturenhalle von Thomas Schütte                               | Neuss          | |      |
| Langen Foundation                                                | Neuss          | |      |
| Elektrothek Osterath                                             | Meerbusch      | |      |
| Feldbahnmuseum Oekoven                                           | Rommerskirchen | |      |
| Kulturzentrum Sinsteden                                          | Rommerskirchen | |      |
| Museum der Niederrheinischen Seele                               | Grevenbroich   | |      |

## Wildparks und Botanische Gärten
| Bezeichnung              | Ortschaft     | Beschreibung | Bild |
| ------------------------ | ------------- | --- | ---- |
| Botanischer Garten Neuss | Neuss         | Der Garten wurde 1914 als botanischer Schulgarten eröffnet. Er hat eine Fläche von etwa 10.000 m².                                                   |      |
| Kinderbauernhof Neuss    | Neuss-Selikum | Der Kinderbauernhof ist ein 1978 geschaffenes Projekt im Erholungsgebiet Reuschenberger Busch. Zur Anlage zählen Tiergehege und eine Streuobstwiese. |      |
| Arboretum Neuss          | Neuss         | |      |
| Wildpark Tannenbusch     | Dormagen      | |      |
| Wildfreigehege Bend      | Grevenbroich  | |      |